# Драй-Крік (Оклахома)
Драй-Крік (англ. Dry Creek) — переписна місцевість (CDP) в США, в окрузі Черокі штату Оклахома. Населення — 233 особи (2020).

## Географія
Драй-Крік розташований за координатами 35°44′2″ пн. ш. 94°51′56″ зх. д. / 35.73389° пн. ш. 94.86556° зх. д. (35.733911, -94.865681).  За даними Бюро перепису населення США в 2010 році переписна місцевість мала площу 22,53 км², з яких 22,51 км² — суходіл та 0,01 км² — водойми.

## Демографія
Згідно з переписом 2010 року, у переписній місцевості мешкало 227 осіб у 111 домогосподарстві у складі 66 родин. Густота населення становила 10 осіб/км².  Було 166 помешкань (7/км²).
Расовий склад населення:
| - 59,5 % — білих - 36,1 % — корінних американців - 0,4 % — азіатів |

До двох чи більше рас належало 4,0 %. Частка іспаномовних становила 0,9 % від усіх жителів.
За віковим діапазоном населення розподілялося таким чином: 19,8 % — особи молодші 18 років, 51,1 % — особи у віці 18—64 років, 29,1 % — особи у віці 65 років та старші. Медіана віку мешканця становила 53,6 року. На 100 осіб жіночої статі у переписній місцевості припадало 104,5 чоловіків;  на 100 жінок у віці від 18 років та старших — 91,6 чоловіків також старших 18 років.
За межею бідності перебувало 15,0 % осіб, у тому числі 12,2 % дітей у віці до 18 років та 13,9 % осіб у віці 65 років та старших.
Цивільне працевлаштоване населення становило 101 осіб. Основні галузі зайнятості: освіта, охорона здоров'я та соціальна допомога — 36,6 %, роздрібна торгівля — 13,9 %, будівництво — 11,9 %.